# Parafia św. Jana Pawła II w Nowym Sączu
Parafia pw. świętego Jana Pawła II w Nowym Sączu – parafia rzymskokatolicka usytuowana w Nowym Sączu. Należy do dekanatu Nowy Sącz Centrum, który należy z kolei do diecezji tarnowskiej. 

## Historia
- 6 sierpnia 2013 r. – zatwierdzenie nowej parafii w Nowym Sączu przez bp. Andrzeja Jeża[1].
- 22 października 2013 r. – pierwszy odpust w parafii[1]
- 22 lutego 2014 r. – peregrynacja obrazu Jezusa Miłosiernego oraz relikwii św. s. Faustyny i bł. Jana Pawła II[1]

## Proboszczowie
- ks. Zbigniew Biernat.(2013 – )[2]